# Anopedias tritomus
Anopedias tritomus is een vliesvleugelig insect uit de familie van de Platygastridae. De wetenschappelijke naam van de soort is voor het eerst geldig gepubliceerd in 1859 door Thomson.